# Villanueva de Algaidas
Villanueva de Algaidas is een gemeente in de Spaanse provincie Málaga in de regio Andalusië met een oppervlakte van 70 km². In 2007 telde Villanueva de Algaidas 4503 inwoners.